# Programa Lunar Orbiter
El Programa Lunar Orbiter va ser una sèrie de cinc missions d'orbitadors lunars no tripulats llançades pels Estats Units del 1966 al 1967. Estaven destinades a ajudar a seleccionar zones d'aterratge per a l'Apollo creant mapes de la superfície lunar, van proveir les primeres fotografies des de l'òrbita lunar.
Les cinc missions foren un èxit rotund, amb el 99% de la Lluna mapejada amb les seves fotografies preses amb una resolució de 60 metres o millor. Les primeres tres missions van ser dedicades a crear imatges de 20 zones d'aterratge lunars tripulades, seleccionades en observacions terrestres. Aquestes sondes van volar en òrbites de baixa inclinació. La quarta i cinquena missió es van dedicar a ampliar els objectius científics i es van moure en òrbites polars de gran altitud. El Lunar Orbiter 4 va fotografiar tota la cara visible i el 9% de la cara oculta, i el Lunar Orbiter 5 va completar la cobertura de la cara oculta i va adquirir imatges de mitja qualitat de resolució (20 m) i d'alta (2 m) de 36 zones pre-seleccionades. Totes les sondes Lunar Orbiter van ser llançades pel vehicle de llançament Atlas-Agena D.
Els Lunar Orbiters tenien un sistema fotogràfic enginyós, que consistia en una càmera de doble òptica, una unitat de processament de pel·lícula, un escàner de lectura, i un aparell de manipulació de pel·lícula. Ambdues òptiques, una d'angle estret d'alta resolució de 610 mm (HR) i l'altra d'angle àmpli de mitjana resolució de 80 mm (MR), col·locant les seves exposicions dels frames un sol rotllo de pel·lícula de 70 mm. Els eixos de les dues cambres eren coincidents per la qual cosa l'àrea de la imatge en els frames de HR eren centrats en les zones de frames de MR. La pel·lícula va ser moguda durant l'exposició per compensar la velocitat de la sonda, que va ser estimat per un sensor electro-òptic. La pel·lícula llavors era processada, escanejada i es transmetien les imatges de tornada a la Terra.
Durant les missions del Lunar Orbiter, les primeres imatges eren de la Terra, començant mostrant la Terra sobre la superfície lunar pel Lunar Orbiter 1 a l'agost de 1966. La primera imatge completa de la Terra va ser presa pel Lunar Orbiter 5 a l'agost de 1967. La segona imatge de la Terra sencera va ser presa pel Lunar Orbiter V el 10 de novembre de 1967. Aquesta fotografia va ser publicada per Stewart Brand en el primer Whole Earth Catalog en la tardor de 1968. Vegeu imatge Arxivat 2012-09-29 a Wayback Machine. i el símbol Arxivat 2011-05-14 a Wayback Machine..

## Sonda i subsistemes

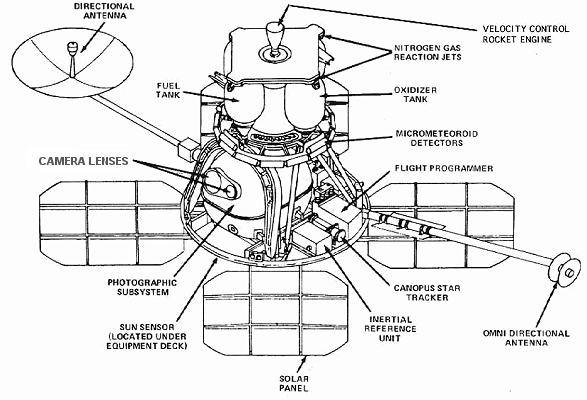
Esquema del Lunar Orbiter (NASA)

La forma dels Lunar Orbiter tenien un aspecte de con truncat, d'1,65 metres d'alt i 1,5 m de diàmetre a la base. la sonda estava composta de tres cobertes amb el suport de bigues i un arc. L'equip de coberta a la base de la sonda contenia la bateria, transponedor, programador de vol, unitat de referència inercial (IRU), seguidor d'estrella Canopus, descodificador d'instruccions, codificador múltiplex, traveling wave tube amplifier (TWTA), i el sistema fotogràfic. Hi havia muntats quatre panells solars que s'estenen des d'aquesta coberta amb una logitud total de 3,72 m. També estenent cap a fora des de la base de la nau espacial hi havia una antena d'alt guany en una estrucra d'1,32 m i una antena de poc guany en una estructura de 2,08 m. A sobre de la coberta de l'equip, la mitja coberta contenia el motor de control de velocitat, el propulsor, oxidant i tancs de pressurització, sensors solars, i detectors de micro-meteoroides. La tercera coberta consistia en un escut tèrmic per protegir la sonda de l'encesa del motor de control de velocitat. La tovera del motor sobresurtia a través del centre de l'escut. En el perímetre de la coberta superior hi havia muntats quatre impulsadors de control d'actitud.
L'energia de 375 W era proporcionada per quatre panells solars contenint 10.856 n/p cèl·lules fotovoltaiques que alimentarien directament a la nau i també carregarien la bateria de níquel i cadmi de 12 A·h. Les bateries van ser usades durant breus períodes d'ocultació quan no hi havia energia solar disponible. La propulsió per maniobres principals va ser proporcionada pel motor de control de velocitat, un impuls de 445 N d'empenyiment hipergòlic del motor de coet Marquardt. Els tres eixos d'estabilització i el control d'actitud van ser proporcionats per quatre reactors de gas de nitrogen de 4 N d'empenyiment. Coneixements de navegació va ser proporcionat per cinc sensors solars, el sensor estel·lar Canopus, i el IRU equipat amb giroscòpis interns. Les comunicaCions van ser a través d'un transmissor de 10 W i l'antena d'alt guany direccional d'1 m de diàmetre per a la transmissió de fotografies i un transmissor de 0,5 W i l'antena de baixa guany omnidireccional per altres comunicacions. Ambdues antenes van operar en banda S a 2295 MHz. El control termal va ser mantingut per una capa tèrmica de Mylar aluminitzat multicapa i de Dacron que envoltava el bus principal, pintura especial, aïllament, i escalfadors petits.
El sistema fotogràfic era proporcionat per Eastman Kodak i derivat d'un sistema, proporcionat per la National Reconnaissance Office, dissenyat per als avions de reconeixement U-2 i el SR-71. La càmera utilitzava dues òptiques que simultàniament exposaven la imatge en angle ampli i en alta resolució en la mateixa pel·lícula. La resolució de gran angular i mitjana va ser utilitzada per òptiques de 80 mm en F 2,8 de Xenotar creats per Schneider Kreuznach, Alemanya. El mode d'alta resolució utilitzava una òptica panoràmica de 610 mm en F 5,6 creat per la Pacific Optical Company. la pel·lícula va ser desenvolupada en òrbita, i llavors escanejada per un fotomultiplicador per a la transmissió cap a la Terra.

### Reserva
Com a reserva del Lunar Orbiter, la NASA i la NRO van cooperar en el Lunar Mapping and Survey System (LM&SS), basat en el satèl·lit de reconeixement KH-7. En substitució del mòdul lunar en el Saturn V, els astronautes de l'Apollo operarien el LM&SS remotament en òrbita lunar. La NASA va cancel·lar el projecte a l'estiu de 1967 després de l'èxit dels Lunar Orbiter.

## Resultats
El programa Lunar Orbiter consista en cinc sondes que van enviar cap a la Terra el 99 percent de la superfície lunar fotografiada (en la cara visible i l'oculta) amb una resolució prop d'1 metre. Els Orbiters van enviar 2180 frames d'alta resolució i 882 a mitjana resolució. Els experiments de micro-meteoroides van registrar 22 impactes mostrant la mitjana del flux de micro-meteoroides prop de la Lluna d'uns dos ordres de magnitud major que en l'espai interplanetari, però lleugerament inferior a l'entorn proper a la Terra. Els experiments de radiació van confirmar que el disseny del maquinari dels Apollo protegirien els astronautes de mitjana i màxim a la mitjana d'exposició a curt termini d'esdeveniments de partícules solars. L'ús dels Lunar Orbiters per registrar l'avaluació de les estacions de seguiment del Manned Space Flight Network i el Apollo Orbit Determination Program foren un èxit, amb els tres Lunar Orbiters (2, 3, i 5) sent registrats simultàniament des de l'agost a l'octubre de 1967. Els Lunar Orbiters van ser eventualment dirigits a impactar a la Lluna abans que el combustible del control d'actitud perquè no es presentessin problemes de navegació o de comunicacions en posteriors vols Apollo. El programa Lunar Orbiter va ser gestionant pel Langley Research Center de la NASA amb un cost total d'aproximadament $200 milions.

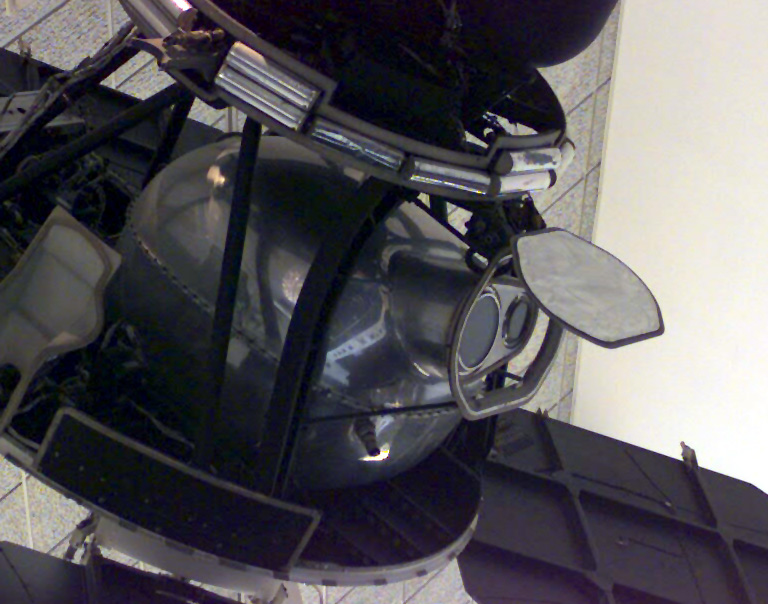
Càmera del Lunar Orbiter (NASA)

A continuació es mostra la informació del registre de vol de les cinc missions fotogràfiques dels Lunar Orbiter:
- Lunar Orbiter 1
  - Llançat el 10 d'agost de 1966
  - Imatges de la Lluna: del 18 al 29 d'agost de 1966
  - Impacte amb la Lluna: 29 d'octubre de 1966
  - Missió d'exploració de la zona d'aterratge de l'Apollo
- Lunar Orbiter 2
  - Llançat el 6 de novembre de 1966
  - Imatges de la Lluna: del 18 al 25 de novembre de 1966
  - Impacte amb la Lluna: 11 d'octubre de 1967
  - Missió d'exploració de la zona d'aterratge de l'Apollo
- Lunar Orbiter 3
  - Llançat el 5 de febrer de 1967
  - Imatges de la Lluna: del 15 al 23 de febrer de 1967
  - Impacte amb la Lluna: 9 d'octubre de 1967
  - Missió d'exploració de la zona d'aterratge de l'Apollo
- Lunar Orbiter 4
  - Llançat el 4 de maig de 1967
  - Imatges de la Lluna: de l'11 al 26 de maig de 1967
  - Impacte amb la Lluna: Aproximadament el 31 d'octubre de 1967
  - Missió de mapeig lunar
- Lunar Orbiter 5
  - Llançat l'1 d'agost de 1967
  - Imatges de la Lluna: del 6 al 18 d'agost de 1967
  - Impacte amb la Lluna: 31 de gener de 1968
  - Missió de mapeig d'alta resolució lunar

### Disponibilitat de les dades

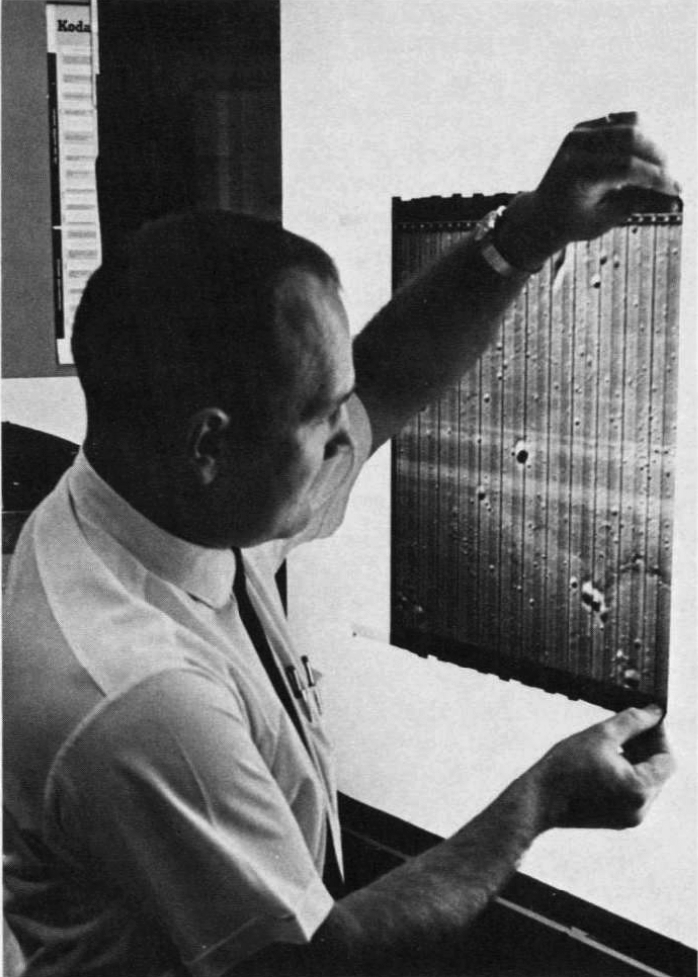
Reconstrucció manual típica dels framelets transmesos.

Les fotografies orbitals del Lunar Orbiter van ser transmeses cap a la Terra com a dades analògiques després de l'escaneig a bord de la pel·lícula original en una sèrie de tires. Les dades van ser gravades en cinta magnètica i també en pel·lícula. Les dades de la pel·lícula van ser utilitzades per crear un mosàic manual dels frames del Lunar Orbiter. Cada exposició en òrbita lunar va resultar en dos fotografies: els frames de resolució mitjana foren capturats amb òptiques de longitud focal de 80 mm i els d'alta resolució en òptiques de longitud focal de 610 mm. A causa de la seva gran mida, els frames HR van ser dividits en tres seccions, o sub-frames. Les impressions en format gran (16 x 20 polzades) dels mosàics van ser creats i diverses còpies foren distribuïdes pels Estats Units pels magatzems de dades i imatges de la NASA conegudes com les Regional Planetary Information Facilities. Les imatges resultants eren de generalment en molt alta resolució espacial i cobrien una porció substancial de la superfície lunar, però patien de ratlles, dades perdudes o duplicades, i uns efectes de saturació freqüents que van obstaculitzar el seu ús. No obstant això, durant molts anys aquestes imatges han estat la base de bona part de la investigació científica lunar. Com que es van obtenir sota moderats angles solars, els mosàics fotogràfics dels Lunar Orbiter van ser particularlment útils per estudiar la morfologia de les característiques topogràfiques lunars.
Han sigut publicats un gran nombre d'atles i llibres que ofereixen fotografies dels Lunar Orbiter. Potser el més definitiu va ser el de Bowker and Hughes (1971); que contenia 675 plaques fotogràfiques aproximadament amb una cobertura del global de la Lluna. En part a causa del gran interès en les dades i en part pel fet que els atles estaven fora d'impressió, la tasca es va dur a terme al Lunar and Planetary Institute per escanejar les impressions de gran format de les dades del Lunar Orbiter. Aquests van ser posades disponibles en línia com el Digital Lunar Orbiter Photographic Atlas of the Moon.

### Recuperació de les dades i digitalització

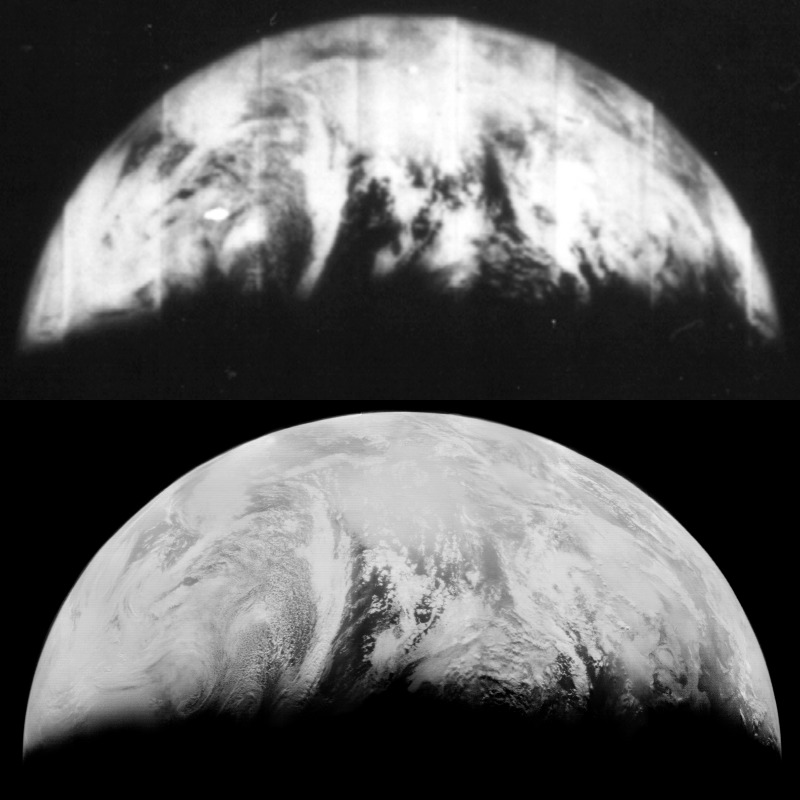
El detall d'una imatge original a la part superior, en comparació amb una versió reprocessada a la part inferior creada per LOIRP.

En el 2000, l'Astrogeology Research Program del US Geological Survey a Flagstaff, Arizona va ser creat per la NASA (com a part del Lunar Orbiter Digitization Project) per escanejar en resolució de 25 micròmetres les tires de positius de pel·lícula arxivades del LO que van ser produïdes de les dades originals. L'objectiu era produir un mosàic global de la Lluna utilitzant els millors frames disponibles del Lunar Orbiter (en gran part la mateixa cobertura que el de Bowker and Hughes, 1971). Els frames van ser construïts a partir de les tires de pel·lícula escanejades; es van construir digitalment, geomètricament controlats, i projectats geogràficament sense les ratlles que havien estat notables en els frames fotogràfics originals. A causa del seu èmfasi en la construcció d'un mosaic global, aquest projecte només va escanejar el 15% dels frames fotogràfics del Lunar Orbiter. Les dades de les missions Lunar Orbiter III, IV i V es van incloure en el mosaic global.
A més, el projecte de digitilització del USGS va fer crear frames de les imatges d'alta resolució dels Lunar Orbiter en diversos 'llocs d'interès científic'. Aquests llocs van ser identificats en la dècada de 1960 quan es van seleccionar les zones d'aterratge de l'Apollo. Els frames dels llocs com la zona d'aterratge de l'Apollo 12, el turó Marius, i el Sulpicius Gallus van ser alliberats.
En el 2007, el Lunar Orbiter Image Recovery Project (LOIRP) va començar un procés per convertir les imatges del Lunar Orbiter directament de les gravacions originals de FR-900 d'Ampex de les dades de la sonda al format d'imatge digital, un canvi que va proporcionar una enorme resolució millorada de les imatges originals publicades en la dècada de 1960. La primera d'aquestes imatges restaurades fou publicada a finals del 2008.
| La primera imatge de la Terra des de la Lluna. A l'esquerra es mostra l'original i a la dreta la versió restaurada processada digitalment creada per LOIRP. |  | La primera imatge de la Terra des de la Lluna. A l'esquerra es mostra l'original i a la dreta la versió restaurada processada digitalment creada per LOIRP. |
| La primera imatge de la Terra des de la Lluna. A l'esquerra es mostra l'original i a la dreta la versió restaurada processada digitalment creada per LOIRP. |  | |